# Tipula (Mediotipula) anatoliensis
Tipula (Mediotipula) anatoliensis is een tweevleugelige uit de familie langpootmuggen (Tipulidae). De soort komt voor in het Palearctisch gebied.